# Prairie Mining Limited
Prairie Mining Limited (Prairie) – australijska spółka poszukiwawczo-wydobywcza, notowana na giełdach w Australii (ASX), Londynie (LSE) i – od września 2015 r. – w Warszawie (GPW). Jej działania od 2012 r. koncentrują się na realizacji projektu budowy kopalni węgla kamiennego Jan Karski w Lubelskim Zagłębiu Węglowym oraz na przejętym w październiku 2016 r. projekcie Dębieńsko zlokalizowanym na Górnym Śląsku. Na potrzeby tego projektu utworzono PD Co Sp. z o.o. – polską spółkę zależną od Prairie Mining Limited.

## Prace rozpoznawcze w Lubelskim Zagłębiu Węglowym
W 2012 r. PD Co Sp. z o.o. uzyskała od ministra środowiska cztery koncesje na rozpoznawanie złóż węgla kamiennego:
- 20/2012/p Kulik (złoże Lublin K-4-5),
- 21/2012/p Syczyn (złoże Lublin K-8),
- 22/2012/p Kopina (złoże Lublin K-9),
- 23/2012/p Cyców (złoże Lublin K-6-7)[1].

W 2014 r. zakończył się program wierceń rozpoznawczych na obszarze przyznanych koncesji. W kwietniu 2015 r. minister środowiska zatwierdził sporządzoną przez PD Co Sp. z o.o. dokumentację geologiczną złoża węgla kamiennego Lublin scalającego cztery historyczne złoża Lublin K-4-5, K-6-7, K-8 i K-9. Obecnie spółka przygotowuje się do złożenia wniosku o udzielenie koncesji wydobywczej. Rozpoczęcie budowy kopalni jest planowane na 2018 r.

## Wstępne studium wykonalności dla kopalni Jan Karski[2]
W marcu 2016 r. Prairie Mining Limited opublikowało wstępne studium wykonalności dla kopalni Jan Karski w Lubelskim Zagłębiu Węglowym, które potwierdziło ogromny potencjał ekonomiczny planowanej inwestycji. Kopalnia będzie wydobywać m.in. węgiel koksujący typu 34 oraz wysokokaloryczny węgiel energetyczny. Jej zakładana żywotność od momentu pierwszego wydobycia to 24 lata.
Zgodnie z wynikami studium zaktualizowane całkowite zasoby dla kopalni ogółem wynoszą 728 mln ton węgla, w tym 181 mln ton zasobów wykazanych w dwóch kluczowych pokładach 391 i 389. Wyjściowa sprzedawalna rezerwa zasobowa kopalni wynosi 139,1 mln ton. Planowane wydobycie węgla to 6,34 mln ton netto rocznie.
Studium przewiduje, że koszty operacyjne wydobycia węgla w kopalni wyniosą 25 USD/t. Tak niskie koszty wynikają przede wszystkim z korzystnych uwarunkowań inwestycji:
- znaczących zasobów węgla wysokiej jakości, w tym typu 34, znajdujących się w ciągłych pokładach węgla o stabilnej strukturze geologicznej,
- korzystnych warunków geologicznych o niskim ryzyku wypadków górniczych i bardzo niskiej zawartości metanu,
- minimalnych ograniczeń na powierzchni ze względu na rolniczy charakter regionu,
- bliskości środków transportu, przede wszystkim infrastruktury kolejowej zapewniającej dostęp do europejskich rynków zbytu,
- umiejscowieniu w pobliżu istniejącej kopalni (LW Bogdanka), w regionie, gdzie dostępne są wykwalifikowane kadry z doświadczeniem w sektorze górniczym,
- nowoczesnych technologii wydobywczych (kotwienie jako główna metoda utrzymywania stropu),
- konkurencyjnych kosztów materiałowych, pracy i energii.

Prairie Mining Limited przewiduje, że w wyniku inwestycji zatrudnienie w kopalni wyniesie do 2 tys. osób, a w regionie stworzonych zostanie do 10 tys. miejsc pracy.
Zgodnie z informacją zaprezentowaną w maju 2016 r. przez Prairie Mining Limited kopalnia Jan Karski powstanie w okolicy miejscowości Kulik w gminie Siedliszcze (powiat chełmski).